# International Journal of American Linguistics
L'International Journal of American Linguistics (IJAL) est une revue scientifique américaine trimestrielle publiée par l'University of Chicago Press et vouée à l'étude des langues amérindiennes. Elle est fondée en 1917 par l'anthropologiste Franz Boas. L'IJAL se concentre sur l'étude des données linguistiques et sur la présentation des sources grammaticales et d'autres documents concernant les langues amérindiennes.

## Référence
1. ↑  University of Chicago Press